# Ivan Vazov
Ivan Minchov Vazov (en bulgare : Иван Минчов Вазов ; 1850 – 1921) est une personnalité éminente de l'histoire bulgare. Essentiellement reconnu en tant qu'écrivain et poète, il a également pris une part active à la vie politique de la Bulgarie à la fin du XIXe siècle.

## Biographie

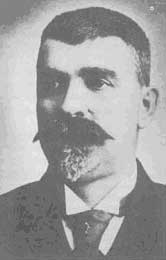

Ivan Vazov est né le 27 juin 1850 dans la ville de Sopot. Sa maison natale a été transformée en musée. Sur la place voisine, une statue à son effigie trône sur un piédestal. Il est mort en 1921.
Le père d'Ivan Vazov était un commerçant de la classe moyenne. Le jeune Ivan Vazov commença ses études dans sa ville natale, puis à Kaloferet Plovdiv. En 1870, il fut envoyé en Roumanie afin de poursuivre des études commerciales, à Oltenița. Peu de temps après, il rejoignit la ville de Brăila où il entra en contact avec des révolutionnaires bulgares émigrés, en lutte contre l'empire ottoman qui occupait la Bulgarie depuis 1396. Il rencontra les révolutionnaires Lyuben Karavelov (en) et Hristo Botev qui l'influencèrent tous deux.
En 1875, Ivan Vazov regagna Sopot où il participa aux actions du comité révolutionnaire local.
Après l'écrasement de l'insurrection d'avril 1876, il émigra de nouveau en Roumanie et s'installa à Bucarest où il devint membre de la Société centrale de bienfaisance bulgare.
À l'issue de la guerre russo-turque de libération de 1877-1878, Ivan Vazov rentra en Bulgarie au côté des troupes russes. Il y fut affecté en tant qu'employé auprès de la chancellerie du gouverneur de Svištov puis de Roussé.
En mars 1879, Ivan Vazov devint président du tribunal civil de première instance de Berkovitsa (Берковица).
En octobre 1880, il retourna à Plovdiv après avoir donné sa démission à la suite d'une tentative visant à le muter à Vidin sans son consentement. Il se livra alors à une intense activité dans les domaines culturel et politique. Il se noua d'amitié avec l'écrivain Konstantin Veličkov et participa avec lui à la rédaction du journal Narodnij glas (Народний глас, la voix du peuple), publié de 1879 à 1885. À travers ses articles, Ivan Vazov mène une guerre ouverte au prince Alexandre Ier de Battenberg (cf. Alexandre Ier de Bulgarie) à la suite de la suspension de la constitution de la principauté de Bulgarie.
Au cours de la même année 1880, Ivan Vazov est élu député de l'assemblée régionale dont il devint membre du comité permanent, avant de le présider de 1884 à 1885.
Russophile convaincu, Ivan Vazov décida de quitter le pays après le contre-coup d'État de 1886 pour aller s'installer pendant 2 ans à Odessa, après un passage par Istanbul. Au cours de l'été 1889, Ivan Vazov revint en Bulgarie et s'installa à Sofia. Globalement, durant le gouvernement de Stefan Stambolov, de 1887 à 1894, Ivan Vazov se consacra essentiellement à l'activité littéraire.
Après le renvoi de Stambolov en mai 1894, Ivan Vazov rejoint le parti du peuple (Narodna partija, Народна партия), récemment fondé. Il fut élu député de la VIIIe assemblée législative nationale en 1894 puis de la IXe en 1896.
En 1895, Ivan Vazov fit partie de la délégation bulgare envoyée en Russie afin de déposer une gerbe sur la tombe du défunt empereur Alexandre III de Russie. Ce voyage devait permettre de sonder les autorités russes sur une éventuelle normalisation des relations bilatérales suspendues en novembre 1886.
D'août 1897 à janvier 1899, Ivan Vazov fut ministre de l'Éducation dans le gouvernement du docteur Konstantin Stoilov. Après la chute de ce gouvernement, Ivan Vazov se retira de la vie politique pour ne se consacrer qu'à la littérature jusqu'à la fin de sa vie.
En tant qu'écrivain, Ivan Vazov a légué un immense héritage ayant eu de grandes répercussions sur le développement de la littérature bulgare. À ce titre, il a été surnommé "le patriarche des lettres bulgares". Son roman le plus connu et le plus traduit reste de loin Sous le joug (Под игото), librement inspiré de la vie du révolutionnaire Vasil Levski. Ivan Vazov est également largement reconnu pour ses œuvres poétiques. D'une manière générale, son œuvre se construit autour des thèmes de la beauté de la nature bulgare et du patriotisme bulgare face à l'occupant turc.
Selon une légende populaire, Ivan Vazov est mort lors d'ébats amoureux avec une jeune femme[réf. nécessaire].

## Principales productions littéraires
Les dates sont celles de publication.

### Romans
1. Sous le joug (Под игото) 1890
2. Terre nouvelle (Нова земя) 1896
3. Svetoslav Terter (Светослав Тертер) 1907

### Nouvelles
1. Mitrofan et Dormilovski (Митрофан и Дормидолски)
2. Sans feu ni lieu (Немили-недраги) 1883
3. Les oncles (Чичовци)
4. Kardašev à la chasse (Кардашев на лов)
5. Nora (Нора)
6. Récits (Разкази) 1881-1901
7. Gribouillis et dessins (Драски и шарки)
8. Vu et entendu (Видено и чуто)
9. Un monde bigarré (Пъстър свят)
10. Matin à Banki (Утро в Банки)
11. Récits (Разкази) 1901-1921

### Poèmes
1. Gramada (Грамада)
2. L'étendard et la guzla (Пряпорец и гусла) 1876
3. Les tourments de la Bulgarie (Тъгите на България) 1877 (connu aussi sous le titre Les tristesses de la Bulgarie)
4. Délivrance (Избавление) 1878 (connu aussi sous la traduction Affranchissement)
5. Petit bouquet de mai (Майска китка)
6. Premiers poèmes (Първи стихотворения) 1870-1876
7. Poèmes (Стихотворения) 1877-1880
8. Guzla (Гусла)
9. L'épopée des oubliés (Епопея на забравените) 1881-1884
10. Champs et forêts (Поля и гори) 1884
11. Poèmes pour les jeunes enfants (Стихотворения за малки деца)
12. L'italie (Италия)
13. Slivnica (Сливница)
14. Les sons (Звукове)
15. Au cœur du Rila (В лоното на Рила)
16. Chants de vagabond (Скитнишки песни)
17. Sous nos cieux (Под нашето небе)
18. Poèmes (Стихотворения) 1900-1910
19. Sous le tonnerre des victoires (Под гръма на победите)
20. Chansons pour la Macédoine (Песни за Македония)
21. Les nouveaux échos (Нови екове)
22. Ce que chante la montagne (Какво пее планината)
23. J'ai senti le parfum du lilas (Люлека ми замириса) 1919 (connu aussi sous la traduction Premier parfum de mon lilas)
24. Il ne périra pas (Не ще загине)
25. Poèmes (Стихотворения) 1913-1921

### Récit de voyage
1. Dans les entrailles des Rhodopes (В недрата на Родопите)

### Drames
1. Les (exilés) révoltés (Хъшове) 1894
2. Borislav (Борислав) 1909
3. Vers l'abîme (Към пропаст) 1910

### Comédie
1. Les carriéristes (Службогонци).